# Powiat Cigánd
Powiat Cigánd (węg. Cigándi járás) – jeden z piętnastu powiatów komitatu Borsod-Abaúj-Zemplén na Węgrzech. Siedzibą władz jest miasto Cigánd.

## Miejscowości powiatu Cigánd
- Alsóberecki
- Bodroghalom
- Cigánd
- Dámóc
- Felsőberecki
- Karcsa
- Karos
- Kisrozvágy
- Lácacséke
- Nagyrozvágy
- Pácin
- Révleányvár
- Ricse
- Semjén
- Tiszacsermely
- Tiszakarád
- Zemplénagárd